# Johannes Kaptain

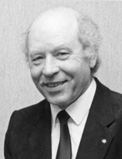
Johannes Kaptain (1987)

Johannes Kaptain (* 29. Juni 1926 in Kreuzau; † 23. Dezember 1998) war ein deutscher Politiker (CDU), ehrenamtlicher Landrat und Abgeordneter im Landtag von Nordrhein-Westfalen.

## Biografie
Kaptain begann nach der Volksschule im Jahre 1940 eine kaufmännische Lehre bei der Firma Thomas Josef Heimbach in Mariaweiler. Nach dem Ende der Lehre musste er zum Reichsarbeitsdienst und später zur Reichsmarine. Nach dem Ende des Zweiten Weltkrieges arbeitete er als Hilfsarbeiter beim RWE. Später wurde er dort in seinem erlernten Beruf eingesetzt. Ab 1952 war er Mitglied des Betriebsrates. 1960 wurde er dort Vorsitzender. Kaptain hat fünf Kinder. Er starb nach langer und schwerer Krankheit am Tag vor Heiligabend des Jahres 1998. 

## Politischer Werdegang

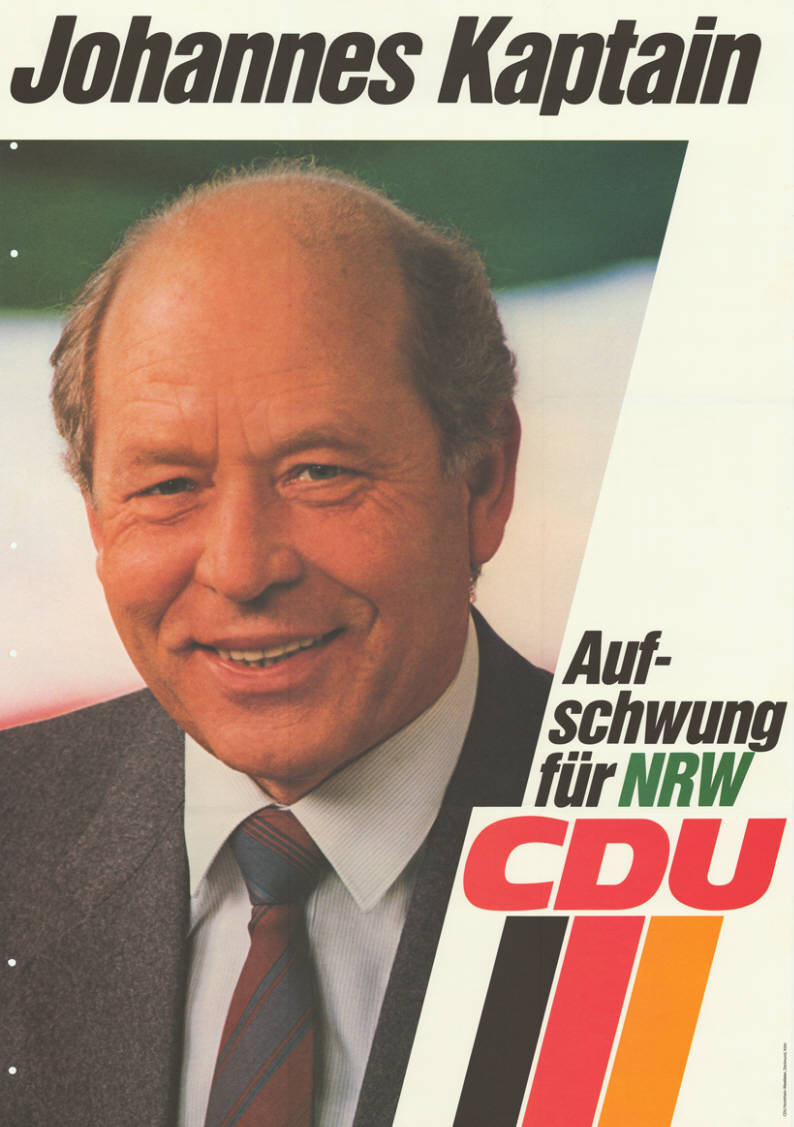
Wahlplakat (1985)

Kaptain beantragte am 29. Juni 1943 die Aufnahme in die NSDAP und wurde zum 20. April 1944 aufgenommen (Mitgliedsnummer 9.669.024). Er trat 1946 in die CDU ein. Er wurde sofort Kreissprecher der Jungen Union und sieben Jahre später deren Vorsitzender. 1963 wurde er dann Vorsitzender des Kreisverbandes der CDU. Bereits seit 1954 war er als sachkundiger Bürger im Kreistag vertreten. Im Kreistag war er als ordentliches Mitglied von 1956 bis zu seinem Tode, also 42 Jahre. 1956 wurde er Mitglied im Amtsrat seiner Heimatgemeinde Kreuzau. Ratsmitglied blieb er für 36 Jahre. Zeitweise war er auch Bürgermeister. 
Kaptain wurde als Nachfolger von Anton Germscheid am 16. Oktober 1964 zum Landrat des Kreises Düren gewählt. Er wurde am 19. Oktober 1989 von Adolf Retz abgelöst. In die Amtszeit von Kaptain fiel die Zusammenfassung der Kreise Jülich und Düren zum 1. Januar 1972. Vom 10. Juli 1966 bis zum 12. Mai 1985 war Kaptain Mitglied des nordrhein-westfälischen Landtages.

## Ehrungen
Neben vielen Auszeichnungen, die Kaptain erhielt, wurde in Kreuzau die Landrat-Kaptain-Straße nach ihm benannt. Außerdem wurde er 1996 erster Ehrenbürger seines Heimatortes.